# Elfriede Vavrik
Elfriede Vavrik (* 1929) ist eine österreichische Autorin.

## Leben
Vavrik ist Mutter von drei Söhnen und zweimal geschieden. Nach ihrer zweiten Scheidung im Alter von 40 Jahren betrieb sie bis zu ihrem Eintritt in den Ruhestand 2006 eine kleine Buchhandlung in der Umgebung von Wien. Nachdem sie ihren Geschäftsbetrieb aufgegeben hatte, stellten sich bei Vavrik starke Depressionen und Schlafstörungen ein. Ein Arzt, den Vavrik konsultierte, lehnte es ab, ihr Beruhigungsmittel oder Schlaftabletten zu verschreiben und riet ihr dazu, es lieber mit Sex zu versuchen. Vavrik schaltete daraufhin im Alter von 79 Jahren eine Kontaktanzeige, in der sie ihr Alter allerdings mit 69 Jahren angab. Vavrik äußerte in Interviews, sie sei nicht mehr auf der Suche nach einer Partnerschaft gewesen; deshalb habe sie in ihrer Kontaktanzeige Männer gesucht, die gebunden seien. Sie habe auch nach zwei gescheiterten Ehen fast 40 Jahre lang keinen Sex mehr gehabt. Vavrik erhielt, ebenfalls eigenen Angaben zufolge, auf ihre Annonce über 100 Zuschriften. Vavrik entdeckte über ihre sexuellen Erlebnisse mit wechselnden Sexualpartnern ihre eigene Sexualität und die Erotik neu. Nach eigenen Angaben hatte sie bei diesen Begegnungen erstmals in ihrem Leben einen Orgasmus.
Die Kolumne Pandoras Box in dem Männermagazin Wiener inspirierte sie zum Verfassen erotischer Kurzgeschichten und zu ihrem Buch Nacktbadestrand. In dieser 2010 erschienenen romanhaften Autobiografie schildert sie ihre sexuellen Erlebnisse und erotischen Phantasien. 2011 folgte die Fortsetzung: Badewannentag.
Rosa von Praunheim inszenierte 2015 Vavriks Nacktbadestrand auf dem Theaterschiff Potsdam.

## Rezeption
Vavriks Buch erweckte öffentliches Interesse und wurde in den Feuilletons aller großen Tageszeitungen ausführlich besprochen. Das Buch war mehrere Wochen auf der Bestsellerliste Sachbuch im Spiegel. Im April 2010 erreichte Nacktbadestrand mit Rang 5 seine beste Platzierung. Im Juni 2010 war es auf Platz 10. Das Buch liegt mittlerweile (Stand  September 2010) in der 9. Auflage vor. Ein Hörbuch ist in Vorbereitung. In fast allen Besprechungen wurden Parallelen zu dem Roman Feuchtgebiete von Charlotte Roche gezogen. Unter der Überschrift Frauen schreiben sich frei – mit Sexgeschichten wurde Vavriks Buchs in der Tageszeitung Die Welt gemeinsam mit Büchern der Porno-Autorin Sophie Andresky und der Schriftstellerin Alexandra Reinwarth besprochen.
Felicitas von Lovenberg schrieb unter dem Titel Österreichs greises Luder in der Frankfurter Allgemeinen Zeitung:

„Es hat schon einige Versuche gegeben, den Bucherfolg von „Feuchtgebiete“ zu wiederholen, aber noch keiner überschritt die Schamgrenze so entschieden wie dieser: Eine Achtzigjährige stürzt sich ins Sexleben und schildert ihre Erfahrungen ohne alle Hemmungen.“

Denis Scheck äußerte sich in dem von ihm moderierten Literaturmagazin Druckfrisch:

„Sicher das kurioseste Buch, seit ich diese Bestsellerliste bespreche: Eine Mischung aus kruder, harter Pornographie in Prosa und der autobiographischen erotischen Erweckungsgeschichte einer 79-jährigen Frau, die 40 Jahre keinen Sex mehr hatte und dies nun kurz vor Torschluss nachholen möchte. Als Literatur sind diese Feuchtgebiete aus dem Jurassic Park ein schlichtes Grauen, als Dokument einer späten Selbstfindung nötigt mir dieses Buch allerdings gewissen Respekt ab.“

Laura Gehrmann schrieb in ihrer Besprechung in der Zeitung Die Welt:

„Viele Kritiker handeln das 208-seitige, erotische Werk schon als neue Edition des Romans "Feuchtgebiete" von Charlotte Roche für die Generation 50 oder sogar 70+. Der Unterschied ist nur, dass es in "Feuchtgebiete" nur so von Sensationen, Anekdoten und Hämorriden wimmelt und es sich bei Vavrik eher um eine Befreiung von den Moralvorstellungen ihrer Jugend und der heutigen Spießigkeit handelt. Sie verwandelt sich in eine fortgeschrittene Version einer femme fatale, die keine Rücksicht auf fremde Beziehungen oder Ehen nimmt und gnadenlos nachholt "was eben geht".“

Antje Deistler schrieb in ihrer Kritik für den Westdeutschen Rundfunk:

„Aber "Nacktbadestrand" ist viel mehr als eine erotische Geschichtensammlung. Es ist auch die Geschichte einer Frau, die sich sehr spät in ihrem Leben, dafür aber gründlich, etwas traut und sich emanzipiert. Von den rigiden Moralvorstellungen ihrer Jugend, aber auch von den ganz normalen Spießigkeiten von heute. Sie hat sich mit 79 Jahren zu einer femme fatale gewandelt, die keinerlei Scheu hat, mit verheirateten oder anders gebundenen Männern ins Bett zu gehen. Weil sie sich nehmen will, was sie braucht.“

Die Berner Zeitung schrieb:

„Erotik und Sexträumereien sind da zwischen den Buchdeckeln garantiert, bisweilen ein wenig zu detailgenau und schamlos. Aber «Nacktbadestrand» bietet auch mehr: die Geschichte einer reifen Frau, die sich entschlossen hat, das enge gesellschaftliche Moralkorsett abzulegen und als Femme fatale ihren Körper zu geniessen.“

Weitere Rezensionen und Interviews mit Vavrik gab es unter anderem in der Frankfurter Rundschau, in der Schweizer Wochenzeitung Die Weltwoche, in der österreichischen Tageszeitung Der Standard, in der Tiroler Tageszeitung und in der Badischen Zeitung. Der Standard bezeichnete Vavrik ironisch-kokett als „Österreichs Antwort auf Catherine Millet“. Ein Interview mit Vavrik erschien auch in der Frauenzeitschrift Woman.

## Medienauftritte
Vavrik war daraufhin Gast in zahlreichen Talkshows, unter anderem bei 3 nach 9 von Radio Bremen, in der Talkshow NACHTCAFé des SWR, bei Axel Bulthaupt in der Talkshow Unter uns – Geschichten aus dem Leben des MDR, bei Frank Plasberg, bei Markus Lanz und bei Menschen bei Maischberger.
RTL widmete Vavrik ein ausführliches Porträt in der Fernsehreihe „Faszination Leben“ von Focus TV. Sie hatte im November 2010 auch einen Auftritt in der Dokumentation Liebe, Lust und Wahrheit. Was wir wollen bei dem Sender 3sat. Die Fernsehauftritte Vavriks sind mittlerweile auch in der Filmdatenbank Internet Movie Database gelistet.